# Чижи (Волгоградская область)
Чижи́ — село в Жирновском районе Волгоградской области, в составе Бородачёвского сельского поселения.
Население - 36 (2010)

## История
Согласно Историко-географическому словарю Саратовской губернии, составленному в 1898-1902 годах, хутор Чижёв, также Чижи, относился к Красноярской волости Камышинского уезда Саратовской губернии. Основан в середине XVIII века. Хутор населяли бывшие государственные крестьяне, малороссы, православные - переселенцы из Полтавской и Харьковской губерний. Название хутор получил от прозвища первого поселенца - Чижа.
По земской переписи 1886 года земельный надел составлял 1917 десятин удобной (пашни 1440 десятин) и 177,5 десятин неудобной земли. Кроме того во владении крестьян находилось 22 десятин купленной земли у слободы Даниловки Банновской волости. Также во владении сельского общества в общем пользовании со слободой Бородачёвой, хуторами Серпокрылов, Моисеевым и Недоступовым находилось 195,5 десятин леса
С 1928 года - центр Чижовского сельсовета Красноярского района Камышинского округа (округ упразднён в 1930 году) Нижне-Волжского края. С 1935 года в составе Неткачевского района Сталинградского края (с 1936 года - Сталинградской области). После упразднения Неткачевского района вновь передан в состав Красноярского района. В 1963 году в связи с упразднением Красноярского района передан в состав Жирновского района. Решением исполкома Волгоградского облсовета от 24 мая 1972 года № 16/529 центр Чижовского сельсовета был перенесен из села Чижи в село Бородачи. Чижовский сельсовет был переименован в Бородачевский

## Физико-географическая характеристика
Село находится в степной местности, в пределах Доно-Медведицкой гряды Приволжской возвышенности, являющейся частью Восточно-Европейской равнины, на реке Бурлук. Рельеф местности холмисто-равнинный. Высота центра населённого пункта - около 180 метров над уровнем моря. К северу от села высота местности достигает 220 и более метров над уровнем моря. Почвы - чернозёмы солонцеватые и солончаковые..
Через село проходит просёлочная автодорога, связывающая сёла Бородачи и Серпокрылово. По автомобильным дорогам расстояние до областного центра города Волгограда составляет 290 км, до районного центра города Жирновск - 61 км, до административного центра сельского поселения села Бородачи - 4,8 км.
Часовой пояс
Чижи, как и вся Волгоградская область, находится в часовой зоне МСК (московское время). Смещение применяемого времени относительно UTC составляет +3:00.

## Население
Динамика численности населения
| 1860 | 1886 | 1891 | 1894 | 1897 | 1911 | 1987 | 2002 |
| ---- | ---- | ---- | ---- | ---- | ---- | ---- | ---- |
| 348  | 522  | 575  | 595  | 575  | 794  | ≈90  | 60   |

| 2010 |
| ---- |
| 36   |